# Fronteira Bielorrússia–Polónia
A fronteira entre a Bielorrússia e a Polónia é a linha que de 407 km de extensão, sentido norte-sul, que separa o leste da Polónia do território da Bielorrússia. Ao norte forma a fronteira tríplice Polónia-Bielorrússia-Lituânia, nas proximidades de Pripyat (Bielorrússia) Vai para o sul até outra tríplice fronteira, a dos dois países com a Ucrânia.
Separa as províncias polacas da Podláquia e de Lublin das províncias bielorrussas de Hrodna e Brest. Nas proximidades de Brest fica o Parque Nacional Białowieża, única floresta virgem da Europa, com áreas em ambos países.

## História
A Bielorrússia pertencia ao Império Russo desde o século XVIII e foi anexada à União Soviética em 1922. As fronteiras da Bielorrússia com a Ucrânia e com a Polônia, nação que sofreu muitas mudanças territoriais desde 1795 e o final da Segunda Grande Guerra em 1945, foi palco de muitos combates e massacres durante esse conflito. Nessa guerra a Bielorrússia tomou da Polônia muitos territórios habitados por bielorrussos. 
A atual fronteira data da dissolução da URSS em 1991. Antes disso havia uma longa fronteira entre a Polônia e a URSS, que ia do Mar Báltico (próximo a Kaliningrado) até tríplice fronteira dos dois países com a Tchecoslováquia. Essa linha limítrofe é hoje o conjunto das fronteiras polonesas com a Rússia (Kaliningrado), Lituânia, Bielorrússia e Ucrânia.

### Crise da fronteira
Em 2021, a fronteira entre a Bielorrússia e a Polónia entrou em uma grave crise, causada pela articulação por parte do governo bielorrusso de uma campanha de tráfico de pessoas, que cooptou imigrantes do Oriente Médio e da África para o país, e os forçou para a fronteira de vários países da União Europeia, entre eles a Polónia. O objetivo da campanha era exercer pressão sobre a União Europeia, e revanche contra as sanções impostas ao governo de Alexander Lukashenko, e mostrar o poder que o país possui de desestabilizar a fronteira do bloco a partir do controle do fluxo de imigração.